# 淵上誠
淵上 誠（ふちがみ まこと、1983年7月30日 - ）は、日本の元プロボクサー。鹿児島県阿久根市脇本出身。鹿児島県立出水工業高等学校卒業。第54代日本ミドル級王者。第43代・第44代OPBF東洋太平洋ミドル級王者。現役時代は八王子中屋ボクシングジムに所属。現在は18古河ボクシングジムの会長を務めている。

## 来歴
アマチュアボクシングでは12戦5勝7敗の戦績を上げ、上京しプロ入りを果たす。
2004年6月12日、茅ヶ崎市総合体育館で鈴木典史（ピストン堀口）と対戦し、3回2分46秒TKO負けを喫しデビュー戦を勝利で飾れなかった。
2005年9月27日、 後楽園ホールで行われた第62回東日本ミドル級新人王決定戦予選で、全日本新人王となる古川明裕（ワールド日立）と対戦し、3回2分56秒TKO負けを喫した。
2006年11月3日、京王プラザホテル八王子で吉田真樹（新日本カスガ）と対戦し、6回3-0（60-54、2者が59-54）の判定勝ちを収め、第63回東日本ミドル級新人王を獲得した。
2006年12月17日、全日本新人王決定戦で西軍代表の西日本新人王福森智史と対戦し、6回3-0（3者共に58-57）の判定勝ちを収め、第53回全日本ミドル級新人王を獲得した。
2007年7月21日、後楽園ホールで日本ミドル級王者江口啓二（姫路木下）と対戦し、10回0-3（2者が93-99、94-99）の判定負けを喫し王座獲得に失敗した。 
2007年11月14日、京王プラザホテル八王子で吉田真樹（新日本カスガ）と対戦し、5回1分41秒3-0（3者共に50-45）の負傷判定勝ちを収め、再起に成功した。 
2008年10月8日、最強後楽園決勝で氏家福太郎（新日本木村）と対戦し、8回2-1（78-75、77-76、75-77）の判定勝ちを収め、最強後楽園優勝を飾り、チャンピオンカーニバルへの出場権を獲得した。 
2009年4月11日、大阪府立体育会館で日本ミドル級王者鈴木哲也（新光）と対戦し、10回1-2（95-97、96-95、95-96）の判定負けを喫し王座獲得に失敗した。この試合はサウスポー同士の一戦だった。
2009年8月10日、後楽園ホールで岡田山金太郎と対戦し、8回2分8秒TKO勝ちを収め、再起に成功した。
2010年4月26日、後楽園ホールで岳たかはし（川崎新田）と対戦し、日本王座挑戦前哨戦として行われたサウスポー対決を制し、8回3-0（76-75、2者が77-75）の判定勝ちを収めた。
2010年10月3日、松下IMPホールで日本ミドル級王者鈴木哲也と1年6ヵ月ぶりに再戦し、6回45秒TKO勝ちを収め、プロ20戦目で悲願の王座獲得に成功した。
2011年2月4日、後楽園ホールで日本ミドル級1位の氏家福太郎（新日本木村）と対戦し、8回1分52秒TKO勝ちを収め初防衛に成功した。
2011年6月13日、後楽園ホールで日本ミドル級7位田島秀哲（西遠）と対戦し、田島の5回終了時棄権によるTKO勝ちを収め2度目の防衛に成功した。
2011年8月8日、後楽園ホールで日本ミドル級6位細川貴之（六島）と対戦し、6回2分7秒TKO勝ちを収め3度目の防衛に成功した。
2011年12月12日、OPBF東洋太平洋ミドル級王者の佐藤幸治（帝拳）と王座統一戦を行い、9回TKO勝ちを収め日本王座の4度目の防衛を果たすと共にOPBF王座の獲得に成功、日本王座とOPBF王座の統一に成功した。この試合は米国の複数ウェブサイトで年間最高試合候補となった。ボクシングライターのセオドア・サレスは、この年の年間最高試合にポンサワン・ポープラムック対八重樫東戦を選び、佐藤対淵上戦を次点として発表している。サレスは長年のキャリアで観てきた中でも最も劇的な復活劇のひとつであるとし、ポンサワン対八重樫戦とは紙一重で年間最高試合を逸したが、選考の上でこれら2試合を大きく隔てるものは何もなかったと書いている。
2011年12月19日、日本ミドル級王座を返上した。
2012年4月9日、後楽園ホールでOPBF東洋太平洋ミドル級1位の郭京錫と対戦し、10回44秒TKO勝ちを収めOPBF王座の初防衛に成功した。
2012年5月、世界王座に挑戦する為にOPBF東洋太平洋ミドル級王座を返上した。
2012年5月12日、ウクライナ・キエフ州・ブロヴァルィーのアイス・パレス“ターミナル”でWBA・IBO世界ミドル級王者のゲンナジー・ゴロフキン（カザフスタン）と対戦するも、3回TKO負けを喫しWBA王座並びにIBO王座の獲得に失敗した。
2012年10月12日、日野市市民の森ふれあいホールで世界王座挑戦の為の自身の王座返上に伴いOPBF東洋太平洋ミドル級1位のマーロン・アルタ（フィリピン）とOPBF東洋太平洋ミドル級王座決定戦を行う予定だったが、アルタに前日計量で300gの体重超過があり失格となった為、淵上が勝てば王座獲得、アルタが勝てば王座は空位となるという条件で試合は行われ、6回終了時にアルタが棄権を申し出た為、5ヵ月ぶりにOPBF王座に返り咲いた。
2013年5月4日、後楽園ホールで日本スーパーウェルター級王者の柴田明雄と対戦し、9回1分7秒0-3（83-87、82-89、81-89）の負傷判定負けを喫しOPBF王座の初防衛に失敗、王座から陥落した。
2014年3月1日、後楽園ホールで日本ミドル級5位の西田光（川崎新田）と日本ミドル級挑戦者決定戦を行い、8回0-3（75-78、75-77、76-77）の判定負けを喫し日本王座への挑戦権獲得に失敗すると共に再起に失敗した。
2014年7月23日、後楽園ホールでジャーメド・ジャラランティ（インドネシア）とミドル級契約8回戦を行い、2回1分15秒TKO勝ちを収め再起に成功した。
2014年12月6日、後楽園ホールで日本・OPBF東洋太平洋ミドル級王者柴田明雄と対戦したが、12回1分49秒TKO負けを喫し、王座返り咲きに失敗した。1年7ヵ月ぶりとなる柴田との再戦だったが雪辱を果たすことは出来なかった。
2015年8月7日、後楽園ホールで日本ミドル級3位の西田光（川崎新田）とミドル級契約8回戦を行い、5回2分36秒TKO負けを喫した。1年5ヵ月ぶりとなる西田との再戦だったが雪辱を果たすことは出来なかった。
2016年1月20日、後楽園ホールで美柑英男（渥美）とミドル級8回戦を行い、5回2分10秒TKO勝ちを収め再起に成功した。
2016年6月19日、茨城県古河市の古河市中央運動公園総合体育館でブランドン・ロックハート・シェーン（森岡）とミドル級8回戦を行い、3回2分22秒TKO勝ちを収め日本ミドル級王者の西田光（川崎新田）への挑戦権を獲得した。
2016年9月14日、後楽園ホールで行われた「ホープフルファイトvol.23」で日本ミドル級王者西田光（川崎新田）と日本タイトルマッチとWBOアジア太平洋ミドル級王座決定戦を行い、日本王座への返り咲き並びにWBOアジア太平洋王座の獲得を目指す予定だったが、西田が同月11日に川崎新田ジムの階段から転落し頭部を打って意識を失い、骨盤と脛も負傷、意識はすぐに回復し、病院での検査で異常は発見されなかったが翌12日になってもめまいや吐き気が治まらなかった為、同日夜に西田の棄権による試合の中止となった。西田戦が中止となった淵上はWBOアジア太平洋スーパーフェザー級王座決定戦の前にスパーリングを行った。
2016年12月24日、後楽園ホールで日本ミドル級王者の西田光の負傷に伴い元日本ミドル級王者で日本ミドル級1位の胡朋宏と日本ミドル級暫定王座決定戦を行い、8回1分44秒TKO負けを喫し王座獲得に失敗した。
2018年2月20日、後楽園ホールで行われた「フレッシュボーイ84」で引退セレモニーを行い、「たくさんのみなさんのおかげでプロボクサー淵上誠はありました。僕はボクシングが大好きです！ 今後もボクシングにかかわっていきたいと思っていますので、応援してください。最高のボクシング人生でした！」とコメントした淵上に惜別の10カウントのゴングが鳴らされ現役を引退した。

## 戦績
- アマチュアボクシング：12戦5勝7敗
- プロボクシング：35戦23勝（14KO）12敗

| 戦           | 日付           | 勝敗 | 時間     | 内容        | 対戦相手                           | 国籍                      | 備考                                                  |
| ------------ | -------------- | ---- | -------- | ----------- | ---------------------------------- | ------------------------- | ----------------------------------------------------- |
| 1            | 2004年6月12日  | ★    | 3R 2:46  | TKO         | 鈴木典史                           | 日本 （ピストン堀口）     | プロデビュー戦                                        |
| 2            | 2004年9月18日  | ☆    | 4R       | 判定3-0     | 佐藤圭                             | 日本 （ワタナベ）         |                                                       |
| 3            | 2005年2月7日   | ★    | 4R       | 判定0-3     | 斉藤豪                             | 日本 （草加有沢）         |                                                       |
| 4            | 2005年6月14日  | ☆    | 2R 1:35  | TKO         | 南大悟                             | 日本 （オーキッドカワイ） |                                                       |
| 5            | 2005年9月27日  | ★    | 3R 2:56  | TKO         | 古川明裕                           | 日本 （ワールド日立）     |                                                       |
| 6            | 2006年3月1日   | ☆    | 4R       | 判定3-0     | 斉藤豪                             | 日本 （草加有沢）         |                                                       |
| 7            | 2006年4月26日  | ☆    | 4R       | 判定3-0     | 吉田真樹                           | 日本 （新日本カスガ）     |                                                       |
| 8            | 2006年9月29日  | ☆    | 4R       | 判定3-0     | 南大悟                             | 日本 （オーキッドカワイ） |                                                       |
| 9            | 2006年11月3日  | ☆    | 6R       | 判定3-0     | 吉田真樹                           | 日本 （新日本カスガ）     | 第63回東日本新人王トーナメントミドル級部門決勝        |
| 10           | 2006年12月17日 | ☆    | 6R       | 判定3-0     | 福森智史                           | 日本 （正拳）             | 第53回全日本新人王決定戦ミドル級部門決勝              |
| 11           | 2007年3月17日  | ★    | 8R       | 判定0-3     | 小松学                             | 日本 （ワタナベ）         |                                                       |
| 12           | 2007年7月21日  | ★    | 10R      | 判定0-3     | 江口啓二                           | 日本 （姫路木下）         | 日本ミドル級タイトルマッチ                            |
| 13           | 2007年11月14日 | ☆    | 5R       | 負傷判定3-0 | 吉田真樹                           | 日本 （新日本カスガ）     |                                                       |
| 14           | 2008年3月4日   | ☆    | 7R 終了  | TKO         | 荒井（野人）操                     | 日本 （草加有沢）         |                                                       |
| 15           | 2008年10月8日  | ☆    | 8R       | 判定3-0     | 氏家福太郎                         | 日本 （新日本木村）       | 最強後楽園挑戦者決定戦                                |
| 16           | 2009年4月11日  | ★    | 10R      | 判定1-2     | 鈴木哲也                           | 日本 （進光）             | 日本ミドル級タイトルマッチ                            |
| 17           | 2009年8月10日  | ☆    | 8R 2:08  | TKO         | 岡田山金太郎                       | 日本 （オサム）           |                                                       |
| 18           | 2009年10月23日 | ☆    | 2R 1:40  | TKO         | 平林隼人                           | 日本 （横浜サクラ）       |                                                       |
| 19           | 2010年4月26日  | ☆    | 8R       | 判定3-0     | 岳たかはし                         | 日本 （新田）             | 最強後楽園挑戦者決定戦                                |
| 20           | 2010年10月3日  | ☆    | 6R 0:54  | TKO         | 鈴木哲也                           | 日本 （進光）             | 日本ミドル級タイトルマッチ                            |
| 21           | 2011年2月14日  | ☆    | 8R 1:52  | TKO         | 氏家福太郎                         | 日本 （新日本木村）       | 日本王座防衛1                                         |
| 22           | 2011年6月13日  | ☆    | 5R 終了  | TKO         | 田島秀哲                           | 日本 （西遠）             | 日本王座防衛2                                         |
| 23           | 2011年8月8日   | ☆    | 6R 2:07  | TKO         | 細川貴之                           | 日本 （六島）             | 日本王座防衛3                                         |
| 24           | 2011年12月12日 | ☆    | 9R 1:26  | TKO         | 佐藤幸治                           | 日本 （帝拳）             | 日本・OPBFミドル級王座統一戦／OPBF獲得・日本王座防衛4 |
| 25           | 2012年4月9日   | ☆    | 10R 0:44 | TKO         | 郭京錫                             | 韓国                      | OPBF防衛1                                             |
| 26           | 2012年5月12日  | ★    | 3R       | TKO         | ゲンナジー・ゴロフキン             | カザフスタン              | WBA世界ミドル級タイトルマッチ                         |
| 27           | 2012年10月12日 | ☆    | 6R 終了  | TKO         | マーロン・アルタ                   | フィリピン                | OPBF東洋太平洋ミドル級王座決定戦                      |
| 28           | 2013年5月4日   | ★    | 9R 1:07  | 負傷判定0-3 | 柴田明雄                           | 日本 （ワタナベ）         | OPBF王座陥落                                          |
| 29           | 2014年3月1日   | ★    | 8R       | 判定0-3     | 西田光                             | 日本 （川崎新田）         | 日本ミドル級挑戦者決定戦                              |
| 30           | 2014年7月23日  | ☆    | 2R 1:15  | TKO         | ジャーメド・ジャラランティ         | インドネシア              |                                                       |
| 31           | 2014年12月6日  | ★    | 12R 1:49 | TKO         | 柴田明雄                           | 日本 （ワタナベ）         | 日本・OPBFミドル級タイトルマッチ                      |
| 32           | 2015年8月7日   | ★    | 5R 2:36  | TKO         | 西田光                             | 日本 （川崎新田）         |                                                       |
| 33           | 2016年1月20日  | ☆    | 5R 2:10  | TKO         | 美柑英男                           | 日本 （渥美）             |                                                       |
| 34           | 2016年6月19日  | ☆    | 3R 2:22  | TKO         | ブランドン・ロックハート・シェーン | アメリカ合衆国 （森岡）   |                                                       |
| 35           | 2016年12月24日 | ★    | 8R 1:44  | TKO         | 胡朋宏                             | 日本 （横浜光）           | 日本ミドル級暫定王座決定戦                            |
| テンプレート |                |      |          |             |                                    |                           |                                                       |

## 人物
- ニックネームは「薩摩コング」。薩摩（鹿児島県）出身で好物がバナナなのとホームページ上でのあだ名はゴリラからだと思われる。
- 地元酒造会社が淵上支援のため、上記ニックネームと同名焼酎をオリジナルラベルで売り出した。この売り上げのうち、100円は淵上の意向で東日本大震災の被災地募金に寄付する意向を示している。
- 地元を大事にしており、アクネ大使に任命された[25]ほか、2009年からふるさと納税を続けている[26]。
- 上京後は日野自動車に入社し、勤務と練習を両立しつつ現在に至る[27]。
- 2011年7月7日にトライアスロン選手と結婚[28][27]。

## 獲得タイトル
アマチュア獲得タイトル
- 鹿児島県大会優勝

プロ獲得タイトル
- 第63回東日本新人王トーナメントミドル級部門優勝
- 第53回全日本新人王決定戦ミドル級部門優勝
- 最強後楽園ミドル級優勝
- 第54代日本ミドル級王座（防衛4度=返上）
- 第43代OPBF東洋太平洋ミドル級王座（防衛1度=返上）
- 第44代OPBF東洋太平洋ミドル級王座（防衛0度）